# Middleborough
Middleborough, zuweilen auch Middleboro geschrieben, ist eine Stadt (Town) im Plymouth County im US-Bundesstaat Massachusetts mit 24.245 Einwohnern (Stand: Volkszählung 2020).

## Geographie
Die Stadt schließt sich in nordwestlicher Richtung an Wareham an. Boston liegt 50 Kilometer entfernt im Nordwesten, Providence rund 45 Kilometer entfernt im Westen. Die Interstate 495, die in diesem Bereich Blue Star MemorialHighway genannt wird, verläuft mitten durch Middleborough. Im Norden wird die Stadt durch den Taunton River begrenzt.

## Geschichte
Erste Europäische Siedler ließen sich im Jahr 1661 am Nemasket River nieder und nannten den Ort Nemasket, was in der Sprache der in der Region lebenden Wampanoagindianer so viel wie „Ort der Fische“ bedeutet, änderten den Namen jedoch bald in Middleberry. Dieser Name wurde einer Überlieferung zufolge gewählt, da er auf der Mitte zwischen Plymouth und Mount Hope, der Heimat von Massasoit, einem Häuptling der Wampanoag, lag. Die offizielle Stadtgründung zur Town of Middleborough erfolgte 1669. Bezüglich der Namensgebung gibt es unterschiedliche Meinungen. Einige Chronisten sind der Ansicht, der Name wurde in Anlehnung an einen Ort Middlebury in England gewählt, der jedoch nicht dokumentiert ist. Wahrscheinlicher ist die Version, dass der Name auf die Stadt Middelburg in der Provinz Zeeland in den Niederlanden zurückzuführen ist, da einige der ersten Siedler, die als Pilgerväter mit der Mayflower die nordamerikanische Küste erreichten zur auch in Middelburg ansässigen Separatistenorganisation der Brownisten zählten.
Die Einwohner lebten zunächst überwiegend von der Landwirtschaft sowie dem Fischfang. Im Besonderen wurden Heringe (Clupea harengus; englisch: herring) während derer Wanderungen aus dem Nemasket River gefangen. An diese Tradition wird bis in die gegenwärtige Zeit mit dem in jedem Jahr im Frühling stattfindenden Herring Run Festival erinnert.
1884 nahm die Schuhfabrik Alden ihre Produktion auf und entwickelte sich zum größten Schuhhersteller in Nordamerika. Die Fabrik ist auch heute noch ein bedeutender Hersteller von Schuhwerk. Ein weiterer wichtiger Wirtschaftszweig ist der Anbau von Moosbeeren (Vaccinium macrocarpon) (englisch: cranberry), was auch mit der Errichtung des Firmensitzes der Firma Ocean Spray, die in der Herstellung von Moosbeerenprodukten tätig ist, zum Ausdruck kommt.
Einige historisch wertvolle Gebäude und Plätze sind in der Liste der Einträge im National Register of Historic Places im Plymouth County (Massachusetts) aufgeführt. Dazu zählen: Middleborough Center Historic District, Muttock Historic and Archeological District, South Middleborough Historic District, Tom Thumb House, Middleborough Waterworks, Peter Pierce Store, US Post Office-Middleborough Main und Wampanucket Site. 

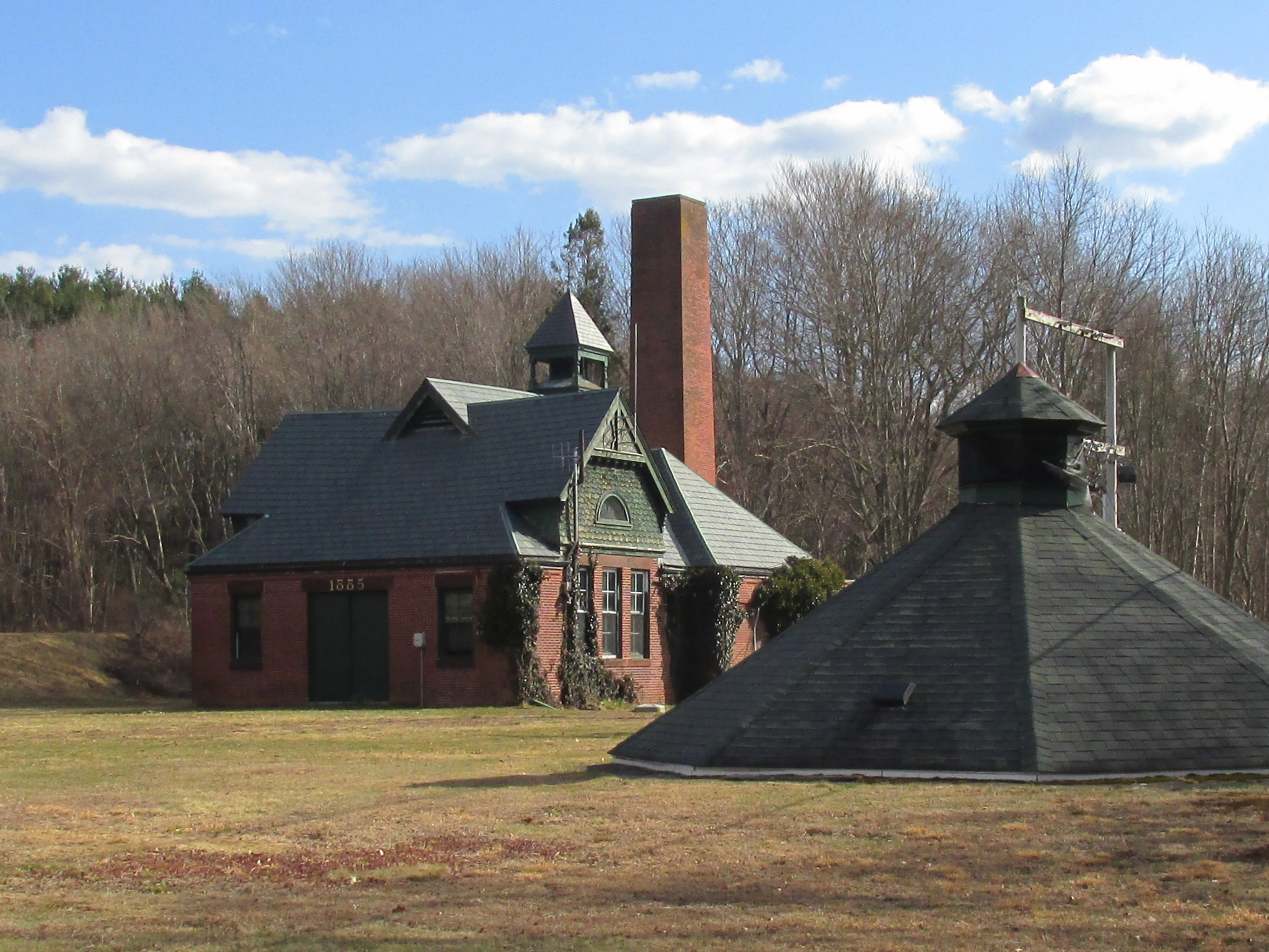
Middleborough Waterworks
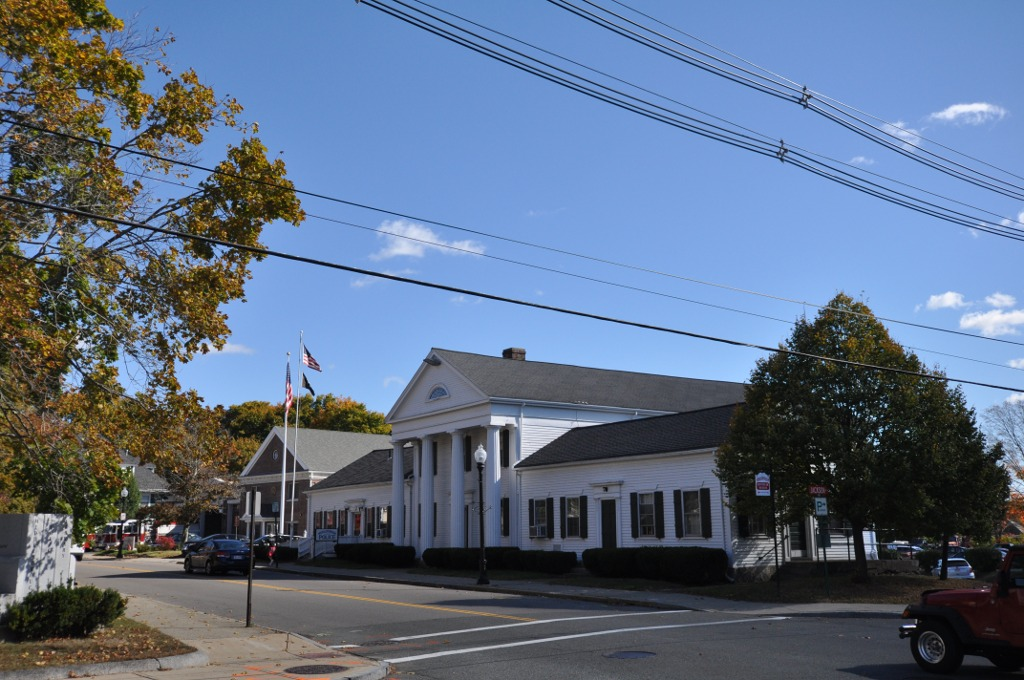
Peter Pierce Store
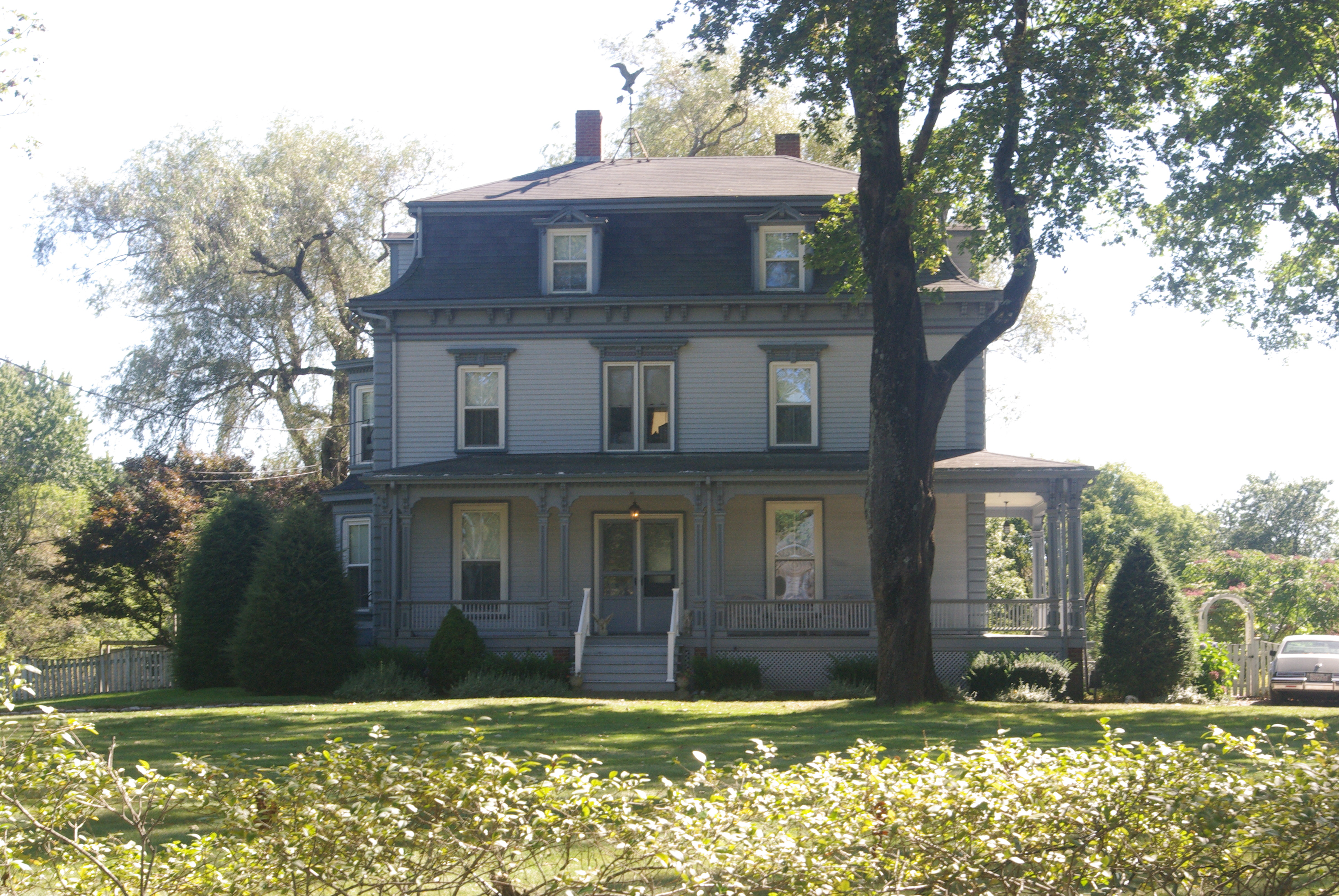
Tom Thumb House
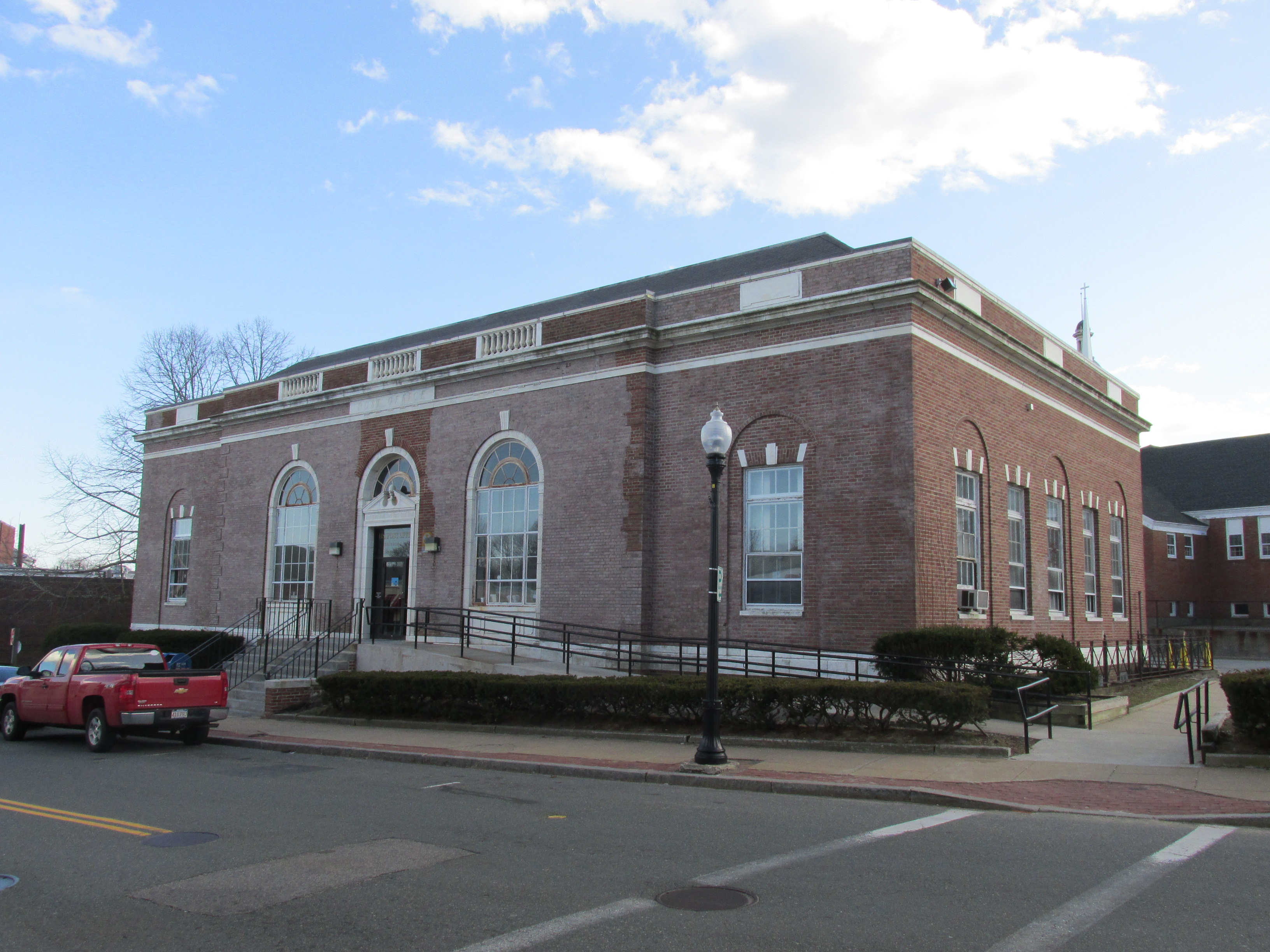
US Post Office-Middleborough Main

## Demografische Daten
Im Jahr 2010 wurde eine Einwohnerzahl von 23.116 Personen ermittelt, was einer Zunahme um 15,9 % gegenüber dem Jahr 2000 entspricht. Das Durchschnittsalter lag 2010 mit 41,2 Jahren leicht oberhalb des Wertes von Massachusetts, der 39,2 Jahre betrug.

## Söhne und Töchter der Stadt
- Howard A. Coffin (1877–1956), Politiker
- Abner B. Thompson (1797–1871), Geschäftsmann, General und Politiker
- Lavinia Warren (1841/1842–1919), Schauspielerin
- Patrick Reagan Träger der Medal of Honor
- Wayne Maurice Caron Träger der Medal of Honor